# Kazuo Uchida
Kazuo Uchida (født 18. april 1962) er en japansk fodboldspiller. Han var i perioden 2011 træner for Guams fodboldlandshold.